# Erzsébet-sziget
A komáromi Erzsébet-sziget (szlovákul Alžbetínsky ostrov) a Duna egyik orsó alakú szigete, mely a folyó északi partjának közelében húzódik a város csaknem teljes hosszában. Hossza mintegy 2,5 km, szélessége 350 m. A Dél-Komáromba vezető Erzsébet-híd a sziget keleti végénél épült fel 1892-ben, a várossal az 1968-ban felépült felnyitható híd köti össze. A 20. század elején nyugati végénél széles földsáv feltöltésével a szárazföldhöz kapcsolták, így a szigetet északról határoló Duna-ág (melyet a komáromiak Kis-Dunának neveznek) öböllé vált. Nevét – a hídhoz hasonlóan – Erzsébet királyné tiszteletére kapta, aki Bécsből Pestre hajózva itt lépett először magyar földre. Korábban Várkormányzói-szigetnek, Komáromi-szigetnek, a szocializmus ideje alatt Vörös flottilla-szigetnek (ostrov Červenej flotily) nevezték.

## Története
A szigetet Komárom polgárai már a középkor óta gyümölcstermesztés céljára hasznosították. A 16. században még két szigetből állt (Kis- és Nagy-sziget), melyeket egy ér választott el egymástól. 1526 után az osztrák várkapitányok kezére került, akik a várbirtok részeként kezelték és a kertek használatáért bért szedtek. A törökökkel vívott harcok éveiben többször is elpusztultak az itteni kertek, 1623-ban pedig Johann Dietrich Reiffenberg várkapitány az egész szigetet magának foglalta le és sokáig legelőként a helyőrségi lovak táplálását szolgálta.
1745 után a város jogainak helyreállításával a sziget is visszakerült Komárom tulajdonába. Egy darabig még legelőként hasznosították, de hamarosan ismét a város gyümölcskertjévé vált. Az 1780-as évektől a korábbi kompjáratok helyett hajóhíd kötötte össze a várossal, Újszőny irányába pedig repülőhíd biztosított összeköttetést. Ezután a városiak kedvelt kirándulóhelye lett, több csárda és hajómalom is létesült. 1797-ben Csokonai Vitéz Mihály is járt itt Vajda Juliannával, a sziget szépsége ihlette A Duna nimfája c. versét.
1819-ben a városi tanács 700 négyszögöles kerthelyekre parcellázta a szigetet és az így kialakított 213 parcellát 1820 januárjában árverésen értékesítette a város polgárai között. Ekkor alakult ki a sziget mai utcahálózata is – a sziget hosszában középutat
(Platánfa sor) alakítottak ki két keresztúttal.
1838-ban a repülőhíd helyett 337 m hosszú hajóhidat alakítottak ki Újszőny felé, melyet telente szétszedtek és a Kis-Dunába vontattak. Kis csavargőzös is közlekedett a Duna két partja közt egészen 1892-ig, az állandó vashíd megépültéig. A 19. század végéig a sziget nyugati végénél kialakult homokzátonyon aranymosás is folyt.
A sziget alsó részén 1897-ben bérelte ki a Magyar Folyam- és Tengerhajózási Részvénytársaság, mely ide telepítette át győri hajójavító műhelyét. A 20. század elején az üzem jelentős bővítésen ment át és 1947-ig (az új hajógyár megalapításáig a Kis-Duna északi partján) itt üzemelt. 1902-ben a sziget felső részén felépült a városi vízmű, melynek építésével egy időben a szigetet széles földsávval kötötték össze a parttal.
1919. április 30-án és május 1-jén véres események színhelye volt a sziget. Innen indították a felfegyverzett munkások sikertelen támadásukat a Komáromot megszálló antant-haderő ellen, melynek célja a Tanácsköztársaság részéről Komárom visszafoglalása volt. A sikertelen akció után ide vonultak vissza, az életben maradottakat az antant légiósai lemészárolták (részletesen lásd: Komárom története).
A két világháború között már több lakóház is épült a szigeten, 1945 után pedig a határátkelőhely környékén folytak jelentősebb építkezések. 1968, a csapóhíd felépülése előtt egy ideig Magyarország felől csak a szigeten végighaladva lehetett a belvárosba jutni jókora kerülővel. 1981-ben itt alakították ki a városi műjégpályát. 1982-ben épült fel a kibővített határátkelő és vámhivatal, amelyet a Schengeni egyezmény életbe lépésekor bezártak. A sziget nagy részét továbbra is a komáromiak kertjei foglalják el. A Kis-Dunán, a hajógyárral szemben jachtklub működik.

## Nevezetességek

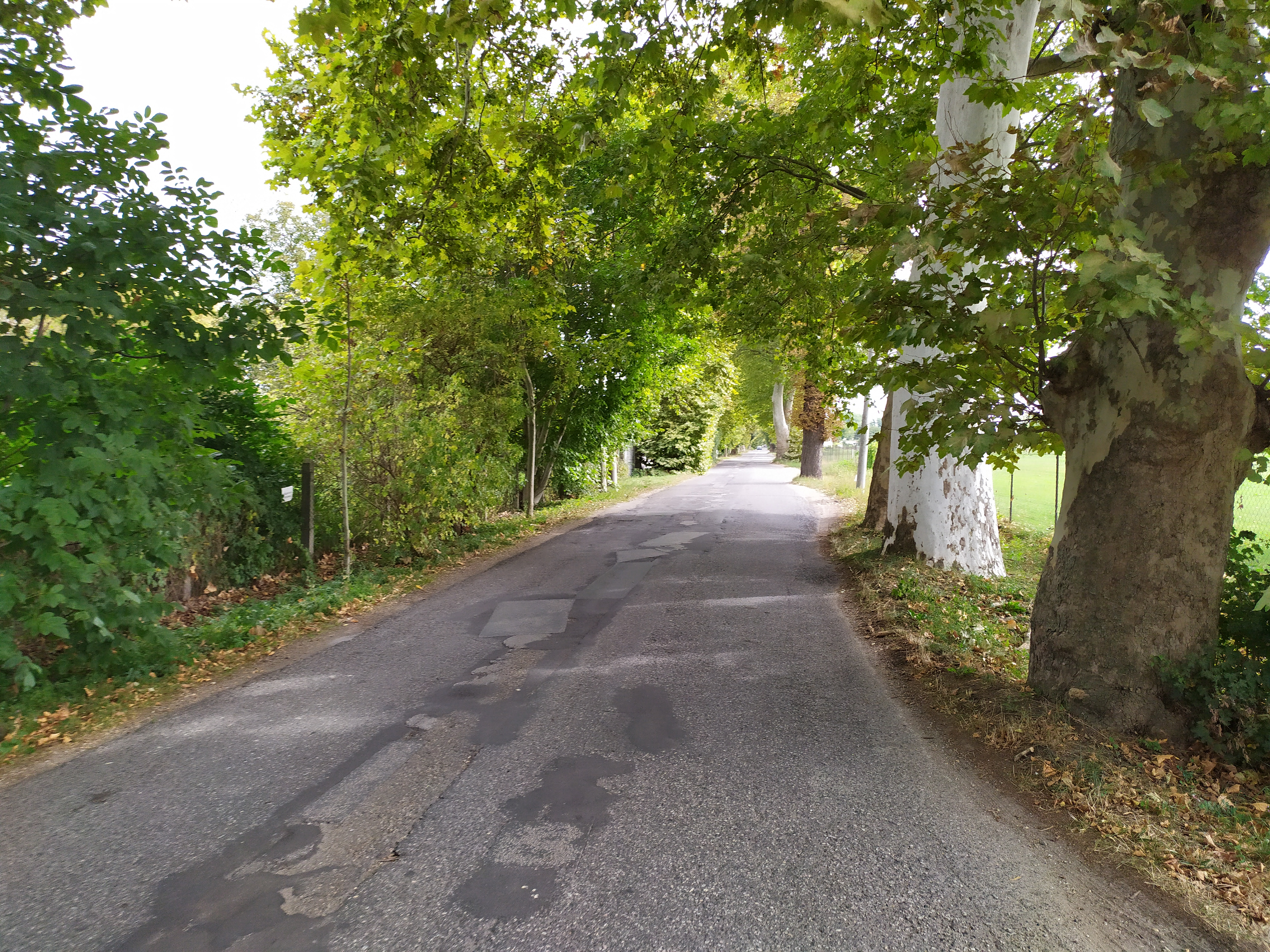
A Platánfa sor

- A sziget déli végén, a régi hajógyár udvarán állt 1936 decemberéig a város egyik nevezetessége, a komáromi nagy fa, mely egy 40 m magas, 786 cm vastag nyárfa volt, melyet kivágásakor 350 évesre becsültek. Komárom vármegye nemessége e fa alatt tartotta gyűléseit, 1790-ben itt égették el II. József földmérési rendeletét. 1829 után egy ideig alatta tartották előadásaikat a nyaranta Komáromban fellépő színtársulatok.
- A határátkelőhellyel szemben állt az 1990-es években történt lebontásáig a Pokol vendéglő, mely a 20. század eleje óta a város egyik ismert szórakozóhelye volt, Móricz Zsigmond is megfordult itt komáromi látogatásakor. Előtte állt a Nepomuki Szent János-kápolna, melyet 1815-ben emeltettek a Sárkány testvérek és a csapóhíd megépülésekor, 1968-ban bontották le.
- A szigeten végighúzódó Platánfa sor nevezetessége az egyre foghíjasabb régi platán- és nyárfasor. 2008-ban 67 fa élvezett állami védettséget.
- A Platánfa sor 16. szám alatt található az egykori Beöthy-villa, melynek udvarában 1913-ban állították a Jókai-filagóriát a nagy író mellszobrával (ez utóbbi az 1919-es harcok során megsemmisült). Beöthy Zsigmondnál számos híres író és tudós megfordult (Gárdonyi Géza, Mikszáth Kálmán, Molnár Ferenc, Szinnyei József).
- A sziget derekán található a Jókai-kert, mely még 1820-ban került a Jókai-család birtokába, a nagy író diákkorában sok időt töltött itt, részben a sziget adott ihletet Az aranyember című regényéhez. Az udvarán egy kis faházikó állt, itt írta Jókai komáromi joggyakornokoskodása alatt a Hétköznapok című művét.
- A sziget nyugati végénél a vízmű mellett fennmaradt egy 1930-as évekből származó csehszlovák vasbeton határerőd.

## Képtár
- Az Erzsébet-sziget platánfasora
- Az Erzsébet-sziget a Duna déli partjáról nézve
- A volt határátkelőhely az Erzsébet-szigeten
- A Kis-Duna-ág a csapóhídról, jobboldalt az Erzsébet-sziget keleti vége